# Bataille de Beni Mered
Conquête de l'Algérie par la France
La bataille de Beni Mered est un affrontement survenu les 11 et 12 avril 1842 entre un petit détachement français et des cavaliers de la résistance algérienne, dans le contexte de la conquête de l'Algérie par la France. L'action se déroule près de la localité de Beni Mered, dans l'actuelle wilaya de Blida, et se solde par une victoire des combattants algériens.

## Contexte
Depuis la fin des années 1830, la conquête de l'Algérie par la France rencontre une vive résistance, notamment sous la direction de l'Émir Abdelkader. La Mitidja, plaine fertile située au sud d’Alger, est un enjeu stratégique, servant de zone de production agricole et de couloir militaire entre Alger, Blida et Boufarik.  
Au début de l’année 1842, les cavaliers berbères commandés par Ahmed Ben Salem, proche allié de l'émir Abdelkader, intensifient leurs opérations. Ils mènent des raids depuis la Kabylie jusque dans la Mitidja, visant à harceler les garnisons françaises et couper leurs lignes de communication,,.
Ces évolutions favorables ne tardèrent pas à se répercuter sur le terrain militaire, où elles permirent d'enchaîner plusieurs victoires lors d'attaques répétées contre les installations coloniales dans les plaines. La plus marquante fut remportée à Boufarik et à Blida, lorsque les forces tribales anéantirent entièrement des formations militaires françaises. En souvenir de ces combats, les autorités coloniales érigèrent plus tard à Beni Mered un monument commémoratif.

## Le combat
Le 11 avril 1842, un détachement français de 22 hommes, sous le commandement du Sergent Blandan, est en mission près du camp de réserve militaire de Beni Mered, établi entre Blida et Boufarik.  
Environ 300 cavaliers d'Ahmed Ben Salem lancent une attaque soudaine contre ce petit groupe. Malgré la résistance acharnée des soldats français, le combat tourne rapidement à l'avantage des assaillants. Selon les récits, le sergent Blandan, grièvement blessé, continue de diriger la défense jusqu'à succomber à ses blessures,.
Lorsque les renforts français, menés par le lieutenant-colonel Louis-Michel Morris, arrivent sur les lieux, ils trouvent un champ de bataille jonché de corps : sept soldats sont morts et neuf sont blessés ; seuls cinq hommes sont encore en état de se battre. Les forces d'Ahmed Ben Salem se replient face à l’arrivée des troupes françaises,.

## Pertes et postérité
Les pertes algériennes ne sont pas connues. La disproportion des forces (environ un Français pour quatorze assaillants) et l'issue du combat marquent profondément l'opinion militaire. Le courage du sergent Blandan est particulièrement mis en avant dans la presse et la littérature militaires françaises, au point de devenir un symbole du sacrifice et du devoir.  
En mémoire de cet épisode, un monument au sergent Blandan est érigé plus tard à Boufarik. 
À la fin de la guerre d'indépendance, en 1962, la place prend le nom de place El Fouaraa. La statue du sergent Blandan est alors rapatriée en France et installée dans la cour de la caserne Thiry, à Nancy.